# Església parroquial de Santa Margarida de Montbui
Església parroquial de Santa Margarida de Montbui és un temple del municipi de Santa Margarida de Montbui (Anoia) inclòs en l'Inventari del Patrimoni Arquitectònic de Catalunya.

## Descripció
L'església parroquial de Santa Margarida de Montbui durant el primer terç del segle xvii fou construïda sobre la primitiva de Santa Coloma de Montbui, i té l'estructura típica del moment. Està construïda amb pedra i morter i la coberta és a base de teula àrab. Cal destacar la torre del campanar construïda a base de pedra de "turo" o "tosca", amb el pis superior poligonal, coronat amb una barana i arcs i construït l'any 1731 o 1732. El rellotge data del 1820. En el presbiteri hi ha una tomba amb una làpida sepulcral interessant que data del segle xvii i pertanyia als comtes de Plasència. Segons el Rectorologi de Santa Maria d'Igualada la primera pedra fou col·locada el dia 15/03/1600.

### Talla gòtica
De fusta policromada, representa la Mare de Déu de Gràcia. És una representació molt ben proporcionada de la Verge asseguda en un cadiral. Vesteix túnica i mantell, amb el cap cobert amb capellina que li davalla fins a les espatlles i corona. Fa uns 90 cm.
Té l'Infant assegut damunt el genoll esquerre i a la mà dreta porta una poma. El nen va vestit amb una túnica, la mà dreta en actitud de benedicció i l'esquerra aguantant un llibre tancat.
Tot el conjunt està sobre una tarima treballada de vuit cm d'alçada. Es pot datar de finals del segle xiv o principis del XV. Possiblement substituí a una primitiva imatge romànica. Coberta amb vestidures postisses durant molt de temps, fou traslladada l'any 1954 als tallers dels srs. Puntí a Vic, on fou restaurada sota la direcció del Dr. Junyent i fou reinstal·lada al seu setial.

## Història
Fou construïda el 1614 sobre l'antiga església de Santa Coloma de Montbui. Inicialment fou sufragània de la de Santa Maria de La Tossa, però en el segle xix fou ja parròquia.
Segons inscripció a la clau de la volta de la porta d'entrada: "En 1606 CE FEU LA IGLESIA CE MUDA LO PORTAL EN 1818".